# Estadio Parque del Guairá
El Estadio Parque del Guairá es un estadio de fútbol de Paraguay que se encuentra ubicado en el acceso norte de la ciudad de Villarrica, sobre la Ruta PY08 "Blas Garay". Y posee una capacidad para 12 000 espectadores.
El estadio pertenece a la Gobernación del Departamento de Guairá y es coadministrada con la Liga Guaireña de Fútbol. En el mismo ejerce de local Guaireña FC, el principal club de la ciudad.

## Historia
El predio existe desde 1983 siendo inicialmente solo una pequeña cancha de fútbol, pero entre los años 2012 y 2013 el estadio fue remodelado y ampliado en su capacidad para 10.000 personas.

Graderías del estadio.

Posteriormente en 2020, se inició un proceso remodelación y mejoras que constaba de 3 etapas por un presupuesto de 1.000.000 USD, dicho proceso sufrió algunos retrasos por la pandemia de Covid-19, pero culminó finalmente en febrero de 2023, ampliándose así la capacidad del estadio a 12.000 espectadores, al agregarse una segunda bandeja con dos sectores de preferencias altas, además de mejoras en la lumínica, vestuarios y la infraestructura en general.